# Hannah Leser

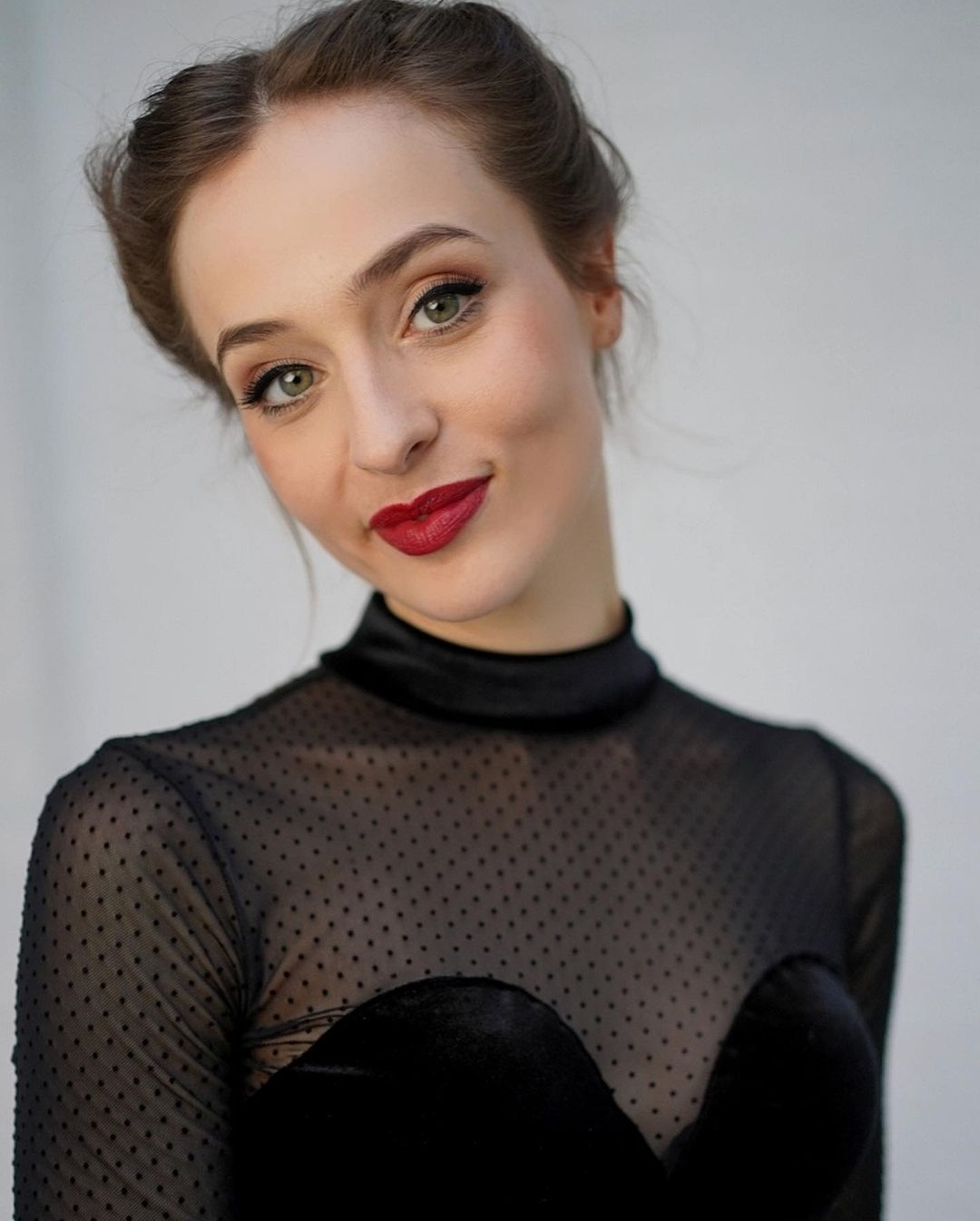
Hannah Leser, 2022

Hannah Leser (* 23. April 1995) ist eine deutsche Musicaldarstellerin. Sie wurde durch ihre Rolle der Mary Poppins im gleichnamigen Musical in Stuttgart und Hamburg bekannt.

## Leben und Wirken
Leser wuchs mit zwei Schwestern in Hessen auf. Berufsbedingt zog die Familie in die USA, wo Leser ein internationales Abitur machte. Während ihres Auslandaufenthaltes verbrachte sie ein Jahr als Austauschschülerin in Argentinien. Im Alter von 13 Jahren erhielt sie klassischen Gesangsunterricht. Während ihrer High-School-Zeit spielte sie Theater und Musical.
Im Alter von 18 Jahren kehrte sie nach Hamburg zurück und absolvierte eine Ausbildung zur Bühnendarstellerin an der Stage School Hamburg, die sie 2017 mit Auszeichnung abschloss. Sie trat als Gastdarstellerin am Theater der Schule auf, dem First Stage Theater Hamburg. Dort war sie als „Velma Kelly“ in Chicago sowie in der Jubiläumsgala 2019 zu sehen. Nach Abschluss ihrer Ausbildung übernahm sie als alternierende Besetzung die Titelrolle im Musical Mary Poppins in Stuttgart und Hamburg.
2018 ging sie als „Alex Owens“ mit dem Musical Flashdance auf Europatournee, in dem u. a. auch Sasha die Capri, Ann-Sophie Dürmeyer und Gitte Haenning mitwirkten.
Bevor Hannah Leser von November 2019 bis Mai 2020 am Staatstheater Braunschweig in Chicago zu sehen war, spielte  sie erneut in Hamburg die Rolle des Kindermädchens Mary Poppins und spielte sowohl diese als auch die Rolle der Winifred Banks von April bis August 2019 im Stage Theater an der Elbe. Im November und Dezember 2019 folgte ein Engagement als Emily in der Musical-Adaption des Märchens Rumpelstilzchen.
Nachdem sie auf Grund der Corona-Pandemie 2020 nicht mehr auf der Bühne gestanden hatte, trat sie von Januar bis August 2021 zusammen mit ihrem Kollegen Gerrit Hericks als Gastkünstlerin auf mehreren Schiffen von TUI Cruises auf. Im Anschluss daran war Leser in der von Gerrit Hericks produzierten Konzertreihe „Musical Melodies“ in Vreden als Künstlerin auf der Bühne.
Das erste Mal als Swing wurde Hannah Leser für Ku’damm 56 – Das Musical von Ende November 2021 bis Mai 2022 engagiert. Hier konnte sie insgesamt vier weibliche Ensemble-Positionen verkörpern sowie die Rolle der Helga Schöllack übernehmen.
Ab dem 8. Oktober 2022 kann man Hannah Leser erneut als Swing sehen, diesmal für Der Glöckner von Notre Dame (Musical) im Wiener Ronacher. Seit November 2023 steht Hannah Leser für das Musical TARZAN im Stuttgarter Palladium Theater auf der Bühne. Sie ist im Ensemble, als Cover Kala und als Cover Jane zu sehen. 

## Engagements

### Musical
- 2017: Chicago (Musical) – Hamburg (Velma Kelly)
- 09/2017–08/2018: Mary Poppins (Musical) Stuttgart und Hamburg (als alternierende Mary Poppins)
- 08/2018–12/2018: Flashdance – Das Musical – Tour (Alex Owens)
- 04/2019–08/2019:Mary Poppins (Musical) Hamburg (Mary Poppins, Cover Winifred Banks)
- 11/2019–12/2019: Rumpelstilzchen – Das Musical (Müllerstochter Emily)
- 11/2019–05/2020 Chicago (Musical) – Braunschweig (Go-to-hell Kitty, Cover Roxie Hart)
- 11/2021–05/2022 Ku’damm 56 – Das Musical – Theater des Westens (Swing, Cover Helga)
- 10/2022–06/2023 Der Glöckner von Notre Dame (Musical) im Ronacher der Vereinigte Bühnen Wien (Swing, Cover Florika)
- seit 11/2023 Tarzan (Musical) im Stage Palladium Theater in Stuttgart (Ensemble, Cover Jane, Cover Kala)

### Sonstige
- 03/2019 Moderatorin und Sängerin „First Stage Theater Jubiläumsgala“ mit der Stage School Hamburg
- 01/2021 – 08/2021 verschiedene Engagements als Gastkünstlerin auf den Kreuzfahrtschiffen von TUI Cruises
- 08/2021 Sängerin „Musical Melodies Vol. II“ by Gerrit Hericks

## Alben
- Flashdance (2019) – Das Musical – Castablum
- Rumpelstilzchen (2019) – Das Musical